# F-06B
docomo PRIME series F-06B（ドコモ プライム シリーズ エフ ゼロ ろく ビー）は、富士通によって開発された、NTTドコモの第三世代携帯電話（FOMA）端末である。docomo PRIME seriesの端末。

## 概要
F-09Aの後継に当たる、PRIMEシリーズの富士通製端末で、外観は、F-09Aと同様にディスプレイ部が上下にスライドするだけでなく、90度回転させてT字にもなることでディスプレイを縦でも横でも使える「スライドヨコモーション」を採用した。
富士通製端末では、過去にも防水仕様の端末を発売しているが、スライド式で初めて防水仕様となった。噴水を浴びたり水没したあとにも動作するIPX5等級とIPX7等級に加え、水深1.5mまでの水中でもカメラ撮影などが可能なIPX8等級にも対応する。ただし防塵性能はもたない。
液晶の画素数は、F-03AやF-09Aと同じ480×960ドットで、大きさは、F-09Aより0.1インチ大きい、3.5インチである。指で画面に触れるだけで操作できる静電容量式のタッチパネル仕様となっている。画面をタッチしてからの応答速度が向上したことにより、タッチ操作がスムーズに素早く反応するようになった。マルチタップ操作にも対応している。また撮った写真に手書きでコメントをつけたり、スタンプやデコメ絵文字でデコレーションでき、メールに添付することができる「手書きスナップ」や富士通独自の高性能手書き文字認識エンジン搭載により漢字や記号、絵文字も文字種の切り替えなく手書きで入力できる「フリータッチライティング」を搭載。走り書きでも認識可能なほか、自動学習機能で使うほど性能が向上する。文脈処理によって認識文字を自動で判別したり、キー入力同様に入力予測機能にも対応している。
カメラ機能は従来機種よりもさらに強化され、メインカメラは、約1320万画素CMOSにアップ。画像処理エンジンには、従来のMilbeautを携帯電話用に最適化させたMilbeautMobileを採用している。細部までくっきり撮影できるフルHDサイズ（1920×1080ドット）のフルハイビジョン動画撮影が可能。ただしHDMI端子がないため、外部機器に出力する機能はない。そのため撮影したフルハイビジョン動画はmicroSDカードによる持ち出しのみとなる。また記録画素数に応じて画質の劣化しない倍率までズームできる「スーパーデジタルズーム」は、超解像処理が新たに加わり、画質が劣化する高倍率でも劣化の少ないきれいな写真を撮影することができる。フラッシュは、広角対応高輝度LEDの採用により、発光範囲が広くなり、夜間や室内などの暗い場所でもより広範囲で明るい写真を撮影できる。撮影シーンに合わせて端末が自動的に判断する「自動シーン認識」は、従来の標準・人物・風景・接写・夜景に加え、新たにQRコードの自動認識に対応。
あらかじめ登録した人物の顔を優先的に認識する個人認識撮影機能「サーチミーフォーカス」、人物の笑顔を識別する「スマイルファインダー」、最大ISO25600相当の高感度撮影に対応。またCMOSカメラの高速画像処理により13Mサイズでの7枚連写が可能なほか、シャッターを押した約0.39秒前後の写真を7枚連写して、またばき・ブレ・笑顔度から総合的に判断してベストな1枚を勧めてくれる「ベストショットセレクト」、被写体を追尾してピントを合わせ続ける「トラッキングフォーカス」、肌や瞳をキレイに見せる「美肌+ひとみ強調モード」、「局所コントラスト補正」「トリプルブレガード」といった、撮影アシスト機能も引き続き搭載している。
無線LAN機能（Wi-Fi）を搭載し、アクセスポイント経由でインターネットに接続できる。Wi-Fiは最大54MbpsのIEEE802.11gに対応。簡易設定機能として、AOSSとWi-Fi Protected Setup（WPS）に対応しているため、アクセスポイントとの接続も簡単に設定できる。さらにF-06B自体がWi-Fiアクセスポイントとなり、FOMAのインターネット回線を無線LAN対応のパソコンやゲーム機などのWi-Fi機器と共有することもできる。簡易設定機能として、AOSSに対応しているので、簡単に外部機器と接続できる。
ワンセグは、60fpsの4倍速表示に対応。また視聴中に受信エリアが変わると知らせる「オートエリア切換」、録画先の残容量に応じて、本体またはmicroSDカードへ自動保存や他機能との同時利用やながらメールができる2画面表示、録画データについて再生する開始位置の指定が可能。アンテナには電波が届かない所でも安心なホイップアンテナを採用。
ワンセグやミュージックプレーヤーのサウンドをホームシアターに相当する5.1chサラウンドで立体的で臨場感ある音質で楽しめる「ドルビーモバイル」や、FM波を飛ばして自動車や自宅のオーディオコンポのFMラジオで手軽に臨場感あふれる音が楽しめる「FMトランスミッタ」を搭載。
セキュリティ機能も充実しており、暗証番号の代わりに指紋で認証操作を行う事ができる富士通定番の指紋認証センサーを搭載。その他指定人物やグループに関する情報をまとめて非表示にできる「プライバシーモード」、microSDカードにパスワードを設定できる「microSDパスワード設定」、画面のコントラストを下げて表示内容を見えにくくする「プライバシービュー」、着信時に表示される相手の名前や電話番号を小さな文字で表示する「着信ひかえめ表示」、画面オフの状態になった時にタッチ操作やキー操作を認証付きでロックする「画面オフロック」、何も操作していなかった場合にロックする「置き忘れセンサー」を備える。また、メール、電話発信、iモードなど機能ごとに制限をかけ、親用の暗証番号の設定で子供に変えてほしくない設定の変更を防ぐ「親子モード」も搭載している。
タニタ製の赤外線通信対応の体組成計・血圧計から測定結果を赤外線やBluetoothで受信し、F-06Bの中で集中管理することができるほか、タニタが提供している健康応援Webサービス「からだカルテ」との連携により正しい健康管理をバックアップできる。
またメーカーのiモード公式サイト「@Fケータイ応援団」で提供されている歩数計や活動量計と連携したサービスを利用できる。
文字入力には、ニュアンスコミュニケーションジャパンが開発した、中国語用のT9、「Phrasal Text Input」が搭載され、簡体字でのメールができる。なお日本語入力システムについては、従来の富士通製FOMA端末では、ATOKが採用されることが多かったが、F-06BではiWnnを採用している。基本的なプラットフォームは従来の富士通端末と同じくSymbianベースだが、ドコモの共通仕様であるオペレータパックが採用されている。
広辞苑やリーダース英和辞典、新漢語林など29種類（22辞書+6分野別検索）の辞書コンテンツを内蔵した本格的な電子辞書機能を搭載。さらにマルチメディア辞書がDVDとして同梱されていて、microSDカード（2GB以上の利用を推奨）を用意してインストールすることで、映像や音声も利用できる。
F-01BやF-04B、F-07Bに採用された江連忠プロ監修の「ETGAスウィングレッスン」を本機種でも採用。本体を腰に装着してスウィングするだけでスウィングフォームを測定することができ、測定結果に基づいた理想のスウィングに近づく為の診断やアドバイスを見ることができる。また搭載されている加速度センサーを使って、端末を体につけて運動をすると、その運動強度をMETSという単位でリアルタイムに測定でき、そこから消費カロリーなども計算できる身体活動量測定アルゴリズムを実装したエクササイズカウンターや歩数計情報と連動し、歩数に応じてアニメのストーリーが展開する待受FLASH「ウォーキング×バニー」を内蔵している。
| 主な対応サービス                   | 主な対応サービス                                                    | 主な対応サービス                       | 主な対応サービス                                 |
| ---------------------------------- | ------------------------------------------------------------------- | -------------------------------------- | ------------------------------------------------ |
| タッチパネル                       | FOMAハイスピード7.2Mbps/5.7Mbps                                     | Bluetooth                              | DCMX／おサイフケータイ                           |
| iアプリオンライン／地図アプリ      | 直感ゲーム／メガiアプリ                                             | iウィジェット                          | マチキャラ／iコンシェル                          |
| ホームU／ポケットU                 | GPS／ケータイお探し                                                 | デコメール／デコメ絵文字／デコメアニメ | iチャネル                                        |
| 着もじ／プッシュトーク             | テレビ電話／キャラ電                                                | 電話帳お預かりサービス                 | フルブラウザ                                     |
| おまかせロック／バイオ認証         | 外部メモリーへiモードコンテンツ移行／ユーザーデータ一括バックアップ | トルカ                                 | iC通信／iCお引越しサービス                       |
| きせかえツール／ダイレクトメニュー | バーコードリーダ                                                    | 2in1                                   | エリアメール／ソフトウェアーアップデート自動更新 |
| GSM／3Gローミング（WORLD WING）    | 着うたフル／うた・ホーダイ                                          | Music&Videoチャネル／ビデオクリップ    | ミュージックプレーヤー(WMA)(AAC)                 |

## プリインストールiアプリ
以下のiアプリが購入時に端末にプリインストールされている。
| アプリ名                                     | 概要 |
| -------------------------------------------- | --- |
| リアルサッカータッチ対戦（体験版）           | 世界中の代表チームやクラブチームが登場するサッカーゲーム |
| もじぴったん歩き旅                           | 空いているマスに文字を置いて、言葉を作るゲーム。 |
| 逆転裁判4 プリインストール版（体験版）       | 証言に隠された嘘を見抜き、逆転無罪を勝ち取る法廷を舞台にしたアドベンチャーゲーム |
| 対戦パックマン（体験版）                     | ゲームアプリ |
| 桃太郎電鉄WORLD遠距離対戦版2年決戦（体験版） | ボードゲーム「桃太郎電鉄 WORLD」を移植したもの。 |
| タッチDE対戦ボウリング-PARTY-（体験版）      | iアプリタッチのBluetooth機能を使用した対戦型ボウリングゲーム。 |
| タッチDEゲームパック                         | タッチ操作で直感的に遊べる「アーチェリー」「ボールジャンプ」「タッチシュート」の3つのゲームをパックしたiアプリ。                                                                                      |
| ブックビューア コミック体験!                 | セルシス、ボイジャーが提供するケータイコミックを体験できるアプリ |
| コミック／小説ビューア                       | 話題のコミックや小説を立ち読みできるアプリ |
| Voice Shelf for F                            | オーディオブックを再生するためのアプリ。 |
| ファミスタワイヤレス FM版                    | ユーザー同士の熱い対戦を楽しめる国民的野球ゲーム |
| ETGAスウィングレッスン                       | 江連忠プロ監修。ゴルフのスウィングフォーム診断するアプリ。 |
| ロジックパズルF                              | ヒントの数字をもとにブロックを配置して図形を作成する。 |
| ZOOKEEPER DX F                               | 動物を入れ替えて、同じ動物を縦横3匹以上並べて捕まえていく制限時間付きのアクションゲーム。 |
| いっしょにデコ                               | お互いのFOMA端末をかざすだけで一緒に撮影した静止画にスタンプやデコレーションができるiアプリタッチ対応アプリ                                                                                           |
| iアバターメーカー                            | iアバターを作成するアプリ。 |
| ケータイ能力ストレッチング                   | 様々な問題を解いて、脳年齢をはかり、脳をトレーニングしていくゲーム。 |
| ドコモWebメール                              | パソコンからも、FOMA端末からも利用できるメールサービス「ドコモWebメール」のアプリ |
| i Bodymo アプリ                              | 「歩く」「食べる」など普段やっていることを楽しみながら続けられる健康サポートサービス「i Bodymo（iボディモ）」のアプリ                                                                                 |
| ロケーションレーダー                         | 現在地の周辺施設や目的地を検索して、現在地から目的地までの直線距離や目的地の方角を表示することができる。                                                                                              |
| モバイルgoogleマップ                         | Googleマップを表示して地域情報やストリートビューなどを表示できるアプリ |
| ヘルスチェッカー                             | 歩数、活動量、脈拍数、血圧、体組成のデータを管理するアプリ。 |
| 日英版しゃべって翻訳 for F                   | 音声入力により、主に旅行で使われる言葉を日本語から英語、英語から日本語に翻訳するアプリ |
| Gガイド番組表リモコン                        | テレビ番組表の表示やAVリモコンの機能を持ったアプリ |
| iD設定アプリ                                 | おサイフケータイを使った、クレジット決済サービスiDの設定アプリ |
| DCMXクレジットアプリ                         | NTTドコモが提供するクレジットサービス、DCMXの設定アプリ |
| モバイルSuica登録用iアプリ                   | モバイルSuica契約用のiアプリ |
| iアプリバンキング                            | モバイルバンキングを簡単に利用するためのアプリ |
| マクドナルド トクするアプリ                  | 日本マクドナルドのかざすクーポンなどを利用するためのアプリ |
| 地図アプリ                                   | GPSを利用して、目的地の検索や交通手段を使ったルートを表示するアプリ |
| 楽オク☆アプリ                                | 楽天オークション用のアプリ |
| iWウォッチ                                   | iウィジェット画面でグラフィカルに時計や電池残量を確認することができるアプリ |
| Start! iウィジェット                         | iウィジェットの使い方をムービーで見ることができるiアプリ |
| @Fケータイ応援団INFO                         | @Fケータイ応援団の最新情報や、無料で楽しむことができる着信音や着うた、動画などの多彩なコンテンツを提供する「millmo.jp for F」のおすすめ情報を定期的に知らせるウィジェットアプリ。                     |
| ROID ウィジェット2                           | モバイルサイト「ROID」の更新情報などを通知してくれるiウィジェット。 |
| 株価アプリ                                   | 指定銘柄の株価情報を表示するアプリ。 |
| かざす請求書                                 | 毎月のドコモの利用料金の情報をおサイフケータイに取得し、請求書が無くてもコンビニエンスストアで決済できるアプリ。（本サービスはセブン-イレブンのみ対応。そのため、電子マネー「nanaco」での支払も可能） |
| FOMA通信環境確認アプリ                       | FOMAハイスピードエリアやマイエリアを利用できるかを確認することができるiアプリ。 |
| ドコモ料金案内                               | 通話料やパケット通信料の履歴を確認できるアプリ。 |
| モバイルAMCアプリ                            | おサイフケータイを利用して、ANAの各種サービスが利用できるアプリ。 |
| ビックポイント機能付きケータイ               | おサイフケータイを利用して、ビックカメラの「ビックポイントカード」として利用できるアプリ。 |
| ヨドバシゴールドポイントカード               | ヨドバシカメラの「ヨドバシゴールドポイントカード」として利用できるアプリ。 |

## ギャラリー

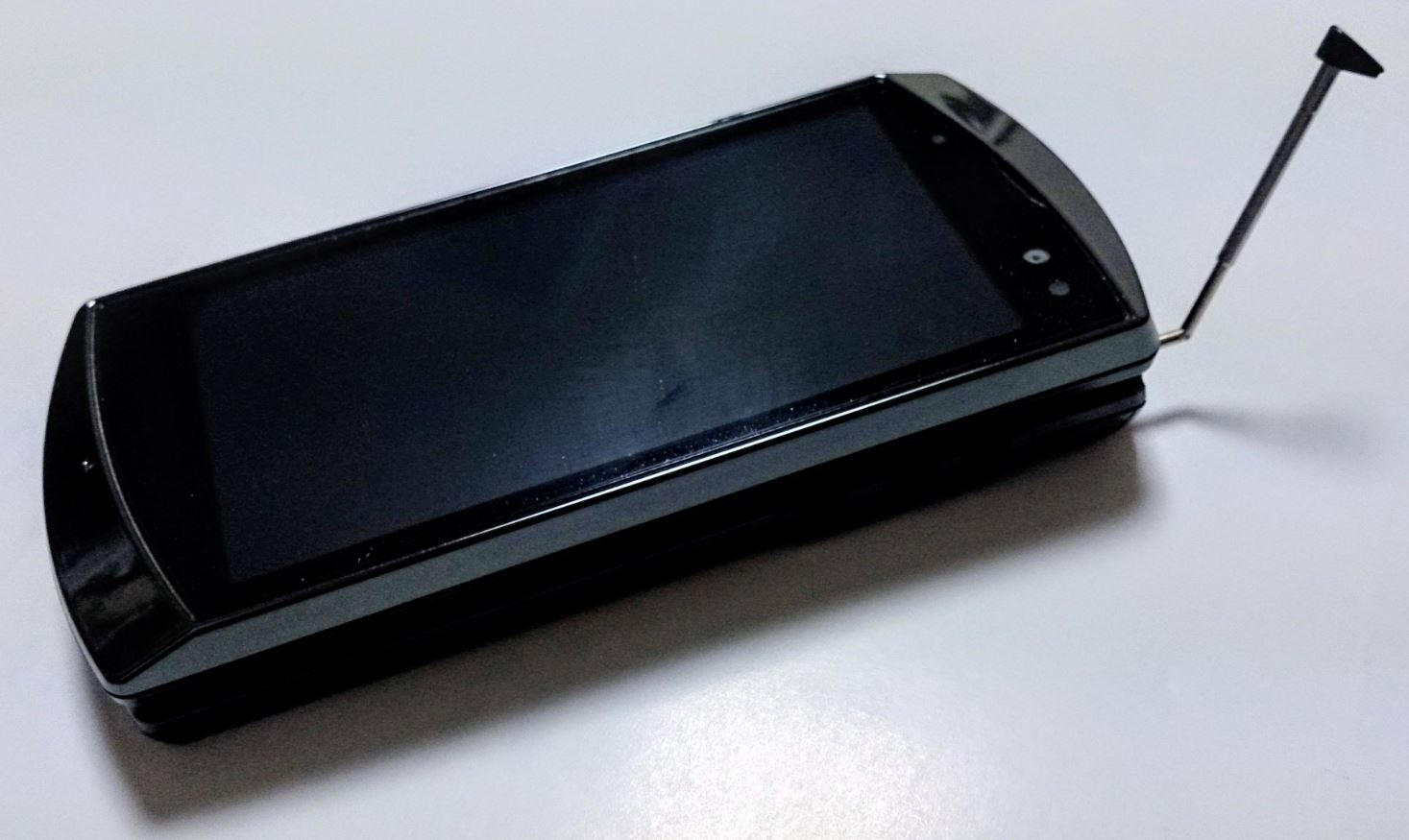
未スライド時にワンセグ用アンテナを伸ばした様子
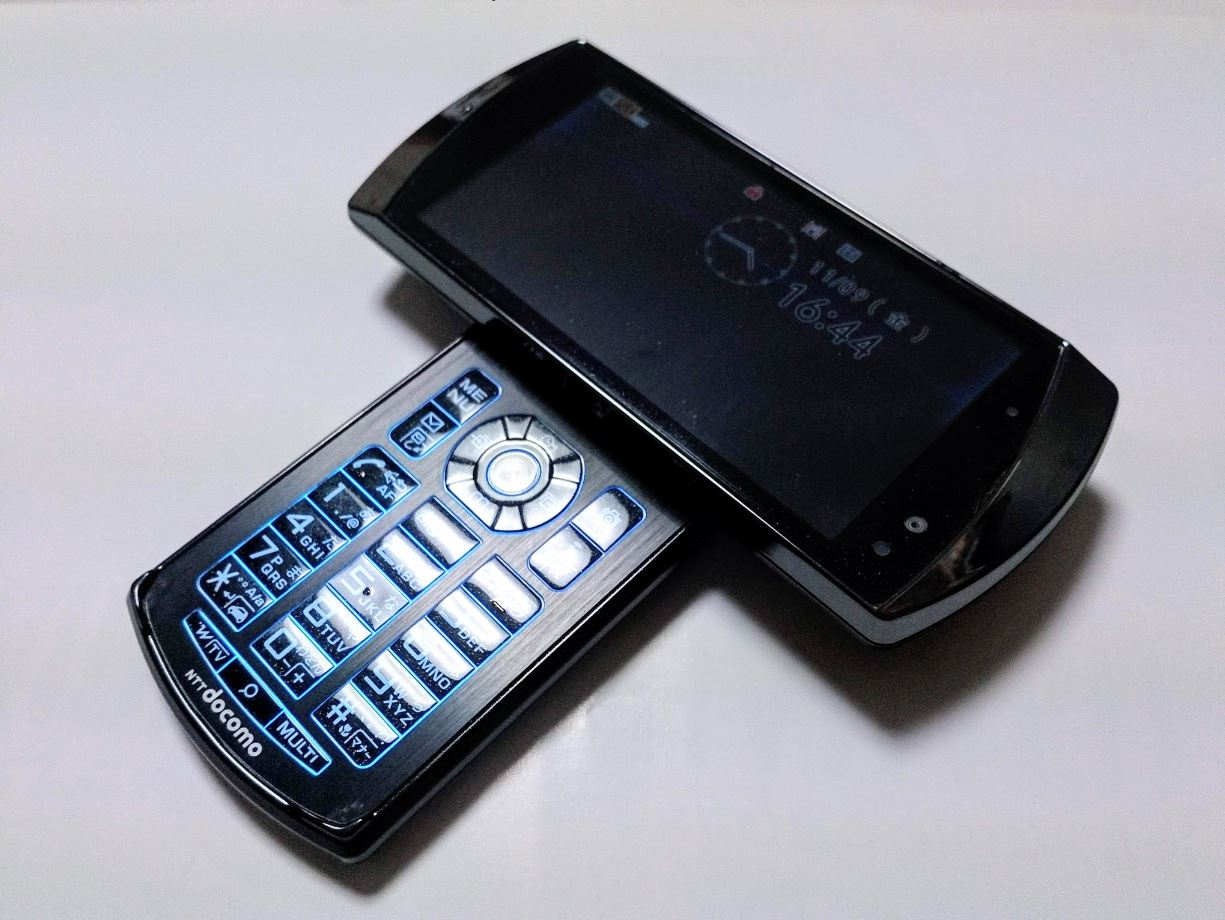
ヨコモーション時

## 歴史
- 2010年5月18日 - F-06B・F-07B・F-08B・L-04B・N-04B・N-05B・N-06B・N-07B・N-08B・P-04B・P-05B・P-06B・P-07B・SH-02B marimekko・SH-07B・SH-08B・SH-09B・LYNX SH-10B・dynapocket T-01B・BlackBerry Bold 9700の開発及び一部機種の発売を発表。
- 2010年6月4日 - 2010年6月9日に発売予定だったが、先行発売機種の不具合を受け、6月中旬に発売延期[1]。

## 不具合
急に暗転し電源が切れたり、ボタンが取れてしまうなどの不具合が確認されている。
大きめのサイズのファイルをメールに添付して送信すると、内部ストレージをメモリとして利用するため、内部ストレージにあった送信メール記録が抹消されてしまうという不具合がある。